# Juha Vainio
Juha Vainio ([ur. 10 maja 1938 w Kotka, zm. 29 października 1990 w Gryon) – fiński wokalista i poeta.
Napisał i przetłumaczył około 1000 utworów. Cieszył się ogromną popularnością na fińskiej scenie w latach 1960–1970. Szczególnie popularny stał się jego nostalgiczny fokstrot „Taki był Wyborg” ((fiń.) „Sellainen ol 'Viipuri”). W Wyborgu spędził dużo czasu, kiedy miasto było częścią Finlandii.